# Cataguás
Os cataguás (também conhecidos como cataguases) eram uma tribo indígena não tupi brasileira. Descendentes da tribo dos tremembés, os cataguás eram considerados guerreiros valentes. O predomínio dos cataguases era tão significativo que o território de Minas Gerais ocupado pela tribo era conhecido como “País dos Cataguás” ou até “Campos Gerais dos Cataguases”, denominação que só caiu de uso depois de criada a Capitania de Minas Gerais.

## Etimologia
Os termos em português para grande parte das etnias indígenas brasileiras do Sul e Sudeste do país têm origem tupi, tronco linguístico predominante na costa do Brasil, uma vez que esses povos foram os primeiros com os quais os colonizadores tiveram contato. Idiomas tupis também compuseram o substrato de duas das mais importantes línguas gerais utilizadas pelos bandeirantes: o abanheém, também chamado tupi-paulista ou tupi-do-sul, com base no tupi-guarani (na rota São Paulo-Paraguai), e o  o tupi do norte ou nheengatu, o qual ainda é falado, na Amazônia. Essas duas línguas gerais eram compostas por elementos do tupi antigo, do português, do espanhol e de outras línguas indígenas de povos circundantes. 
A palavra “Cataguás” é de origem indígena e uma das traduções possíveis seria de “gente boa”, sendo catu-auá a forma original do termo. Para os Cataguases, os paulistas eram "gente ruim", os poxi-auás. Outra tradução para o vocábulo é “terra das lagoas tortas” ou “povo que mora do país das matas”. A palavra, que originalmente serviu para denominar a tribo indígena, atualmente serve para denominar o município no estado mineiro e um vilarejo chamado Catauá no município de Lagoa Dourada, também em Minas Gerais. 
Contudo, para linguistas como Aryon Dall'Igna Rodrigues, Silveira Bueno e outros, a expressão de origem tupi caá-etá-guá seria a fonte do etnônimo "cataguá", sendo caá (mata ou floresta), etá ou tá (verdadeira = farta em caça) e iguá ou guá (enseada, foz). Supõe-se então que a origem ou assentamento desse povo tenha sido em algum local onde haja um rio com a foz circundada por mata virgem. A primeira versão acima, "gente boa", contém o étimo catu (bom, boa), cuja vogal ‹u› em sílaba tônica dificilmente seria aglutinada em línguas tipo. Quanto à tradução "terra das lagoas tortas", o étimo guá não era comum para designar "lagoa", mas sim "enseada (de rio)"; "lagoa" seria ipaba, ipá ou pá na forma mais reduzida. 
É de se observar que os cataguás deixaram de existir como povo distinto no Século XVII, e pouco se conhece de seu idioma e seus usos. É certo que não eram de língua do tronco tupi, de cujos falantes teriam sido inimigos (segundo D'Evreux). 

## História
Os cataguás estavam indo do Sul do Brasil rumo ao Norte quando encontraram os carijós e as duas tribos travaram uma grande luta. Os carijós deixaram as terras e foram para o Oeste, ao passo que os cataguases, vencedores, passaram a ocupar boa parte da região. No total, a tribo vitoriosa ocupou áreas nas regiões Sul, Oeste e Centro-Oeste do atual estado de Minas Gerais. Hoje, apesar de ser reconhecida a importância dos povos indígenas para a história mineira, ainda são necessários mais estudos a respeito dos cataguás.

### Canibalismo
Os índios Cataguases eram muito temidos pelos conquistadores, pois além de ótimos guerreiros, tinham ainda a fama de devorarem os prisioneiros de guerra. Pouco se sabe sobre a veracidade de tal fama, mas é fato que os combates entre os bandeirantes e os índios eram extremamente violentos. Os Cataguás eram muito corajosos quando se tratava de defender suas terras, fosse de outra tribo ou dos conquistadores. Não à toa, os Cataguases eram conhecidos por seu caráter belicoso.

### Extermínio/Genocídio
Por volta de 1670, o Governo Português resolveu tomar sérias medidas contra os índios Cataguás, assim começando as expedições dos bandeirantes pelas terras dos cataguases. Uma das primeiras bandeiras a alcançar tais terras foi comandada por Fernão Dias Paes Leme, acompanhado de aproximadamente 600 homens. Contudo, o bandeirante paulista Lourenço Castanho Taques é apontado como aquele que derrotou definitivamente os Cataguás, configurando assim o genocídio dos cataguases.